# نتيجة (منطق)
النتيجة عند المنطقيين، وتسمى الردف أيضا، هي القول اللازم من القياس. وهي الحكم الحاصل من امتزاج الصغرى والكبرى بواسطة حد أوسط.